# Voyelle moyenne centrale
La voyelle moyenne centrale est une voyelle utilisée dans certaines langues comme, en Europe, le roumain où elle est rendue par la lettre ‹ ă ›.
Son symbole dans l'alphabet phonétique international est un caractère e culbuté ([ə] : schwa) qui ne doit pas être confondu avec le symbole ɘ : un caractère e simplement inversé de gauche à droite, qui correspond à la voyelle moyenne supérieure centrale non arrondie. L’équivalent du e culbuté ([ə]) en symbole X-SAMPA est « @ ».

## Caractéristiques
- Son degré d'ouverture est moyen, ce qui signifie que la langue est positionnée à mi-chemin entre une voyelle basse et une voyelle haute.
- Son point d'articulation est central, ce qui signifie que la langue est placée au milieu de la bouche, à mi-chemin entre une voyelle postérieure et une voyelle antérieure.
- Son caractère de rondeur n'est pas défini.

## Langues
- Français : le [lə].
- Anglais : daughter [ˈdɔː.tə] ou, en anglais américain [ˈdɔː.tɚ] « fille ».
- Catalan : Barcelona [bəɾ.səˈlo.nə] « Barcelone »
- Napolitain : napulitano [na.pu.liˈtaː.nə] « napolitain »
- Piémontais (cette voyelle peut se trouver en position tonique) :
  - trombëtta [trumbˈə.ta] « trompette »
  - vërda [ˈvər.da] « verte »
- Portugais européen : arte [ar.tə] « art »
- Roumain : bună [ˈbu.nə] « bonne »
- Vietnamien : tây [təj˧]  « ouest ».